# テウディギセル
テウディギセル （Theudigisel、500年頃 - 549年12月）は、西ゴート王（在位：548年 - 549年）。

## 生涯
テウディス王配下の有力な将軍であり、テウディスが暗殺されると王位についた。西ゴートの有力貴族出身といわれているが、一説にアマル家の血筋で東ゴート王テオダハドの息子ともされる。テオダハドの子であれば、母はグデリヴァ、妹にエブリムドの妻となったテオデナンタがおり、テオドリック大王の大甥、アマラスンタの従甥、アタラリック・マタスンタ兄妹の又従兄弟になる。541年にヒスパニアへ侵攻してきたフランク族をテウディギセルは撃退し、バルカルロスの峠においてフランク族を切り刻んだ。しかし撤退するために彼らが提供した賄賂をテウディギセルは受け取っている。
イシドールスによれば、テウディギセルは『公にした売春によって、非常に多くの有力な貴族男性の結婚を汚したため』暗殺されたという。彼はセビリアで宴会に出席中、共謀した暗殺者たちによって殺害された。宴会のさなかに殺害されたことには同意しているが、トゥールのグレゴリウスは彼の最期について別の物語を記している。饗宴の中、ロウソクの灯りが吹き消された。暗闇の中で正体不明の人物がテウディギセルを殺害した。『ゴート族は貴族を不快にさせた王を自らの手で殺害し、彼らの好ましい王に取り替えるという、非難されるべき慣習を持っていた。』と、グレゴリウスは結論付けている.。